# Jared S. Gilmore
Jared Scott Gilmore, més conegut amb el nom de Jared Gilmore (San Diego, Califòrnia, 30 de maig del 2000), és un actor estatunidenc. És conegut pels seus papers a Mad Men com Bobby Draper i principalment per la sèrie Once Upon a Time com Henry Mills.

## Biografia
Gilmore va actuar a la sèrie americana Mad Men amb el paper de Bobby Draper el 2009. És el tercer actor a fer el personatge, després de Maxwell Huckabee i Aaron Hart, des de 2007. El 2011, Gilmore va abandonar Mad Men i s'uneix al repartiment de la sèrie fantàstica Once Upon a Time en el paper de Henry Mills, el fill biològic d'Emma Swan i el fill adoptiu de Regina, la malvada Reina. És també l'únic resident de Storybrooke que no està sota l'encant de la malvada Reina. Actua en aquesta sèrie al costat de Jennifer Morrison, Colin O'Donoghue, Lana Parrilla, Ginnifer Goodwin, Josh Dallas, Emilie de Ravin, Rebecca Mader i Robert Carlyle.
Als 33 Premis Young Artist, va aconseguir el premi per la millor actuació en una sèrie de televisió - Jove Actor. L'any següent, en la 34a edició dels Premis Young Artist, va ser nominat per la millor actuació en una sèrie de televisió - Jove Actor. Ha estat en el repartiment de Mad Men quan va aconseguir el Screen Actors Guild Award per l'actuació excepcional en una sèrie dramàtica, el 2010 per la temporada 3.

## Filmografia
| Any          | Títol                        | Personatge          | Notes                             |
| ------------ | ---------------------------- | ------------------- | --------------------------------- |
| 2008         | Without a Trace              | Matthew             | Episodi: "Driven"                 |
| 2008         | Eleventh Hour                | Owen                | Episodi: "Titans"                 |
| 2008-2009    | Talkshow with Spike Feresten | Petit Bill O'Reilly | 9 episodis                        |
| 2009         | Roommates                    | Graham              | Episodi: "The Trash 'N Treasures" |
| 2009         | Opposite Day                 | Baby Bailiff        |                                   |
| 2009–2010    | Mad Men                      | Bobby Draper        | 19 episodis                       |
| 2010         | Hawthorne                    | Justin Adams        | 3 episodis                        |
| 2010         | The Back-up Plan             |                     |                                   |
| 2010         | Overnight                    | Kyle                |                                   |
| 2010         | A Nanny for Christmas        | Jonas Ryland        |                                   |
| 2010         | Men of a Certain Age         | Kenneth             | Episodi: "Cold Calls"             |
| 2011         | Wilfred                      | Ryan de jove        | Episodi: "Anger"                  |
| 2011-present | Once Upon a Time             | Henry Mills         | Personatge principal              |

## Premis i nominacions
| Any  | Premi               | Categoria                                                         | Treball          | Resultat  |
| ---- | ------------------- | ----------------------------------------------------------------- | ---------------- | --------- |
| 2009 | Screen Actors Guild | Millor Interpretació d'un elenc en una sèrie de drama             | Mad Men          | Guanyador |
| 2012 | Premis Young Artist | Millor actuació en una sèrie de televisió-actor jove              | Once Upon a Time | Guanyador |
| 2013 | Premis Young Artist | Millor actuació en una sèrie de televisió-actor jove              | Once Upon a Time | Nominat   |
| 2013 | Saturn Awards       | Millor interpretació per una actor jove en una sèrie de televisió | Once Upon a Time | Nominat   |